# ハンス・B・パセイカ
ハンス・バスティアーン・パセイカ（Hans Bastiaan Pacejka、1934年9月12日 - 2017年9月17日）は、車両運動力学、特にタイヤの動力学の専門化であった。これらの分野において、パセイカの著作は現在標準参考書である。オランダ、デルフトにあるデルフト工科大学の名誉教授であった。

## マジックフォーミュラ・タイヤモデル

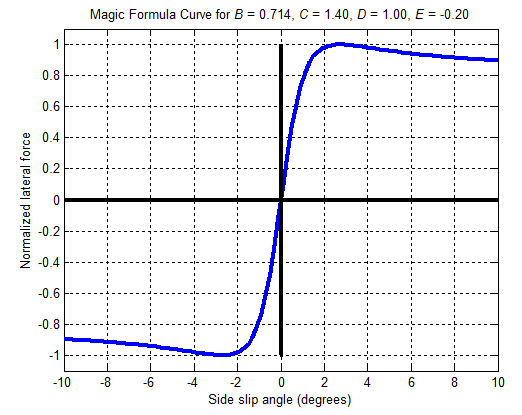
マジックフォーミュラ曲線

パセイカは一連のタイヤ設計モデルを考案した。これらは選ばれた方程式の構造について具体的な物理学的基礎が存在しないため「マジックフォーミュラ（魔法のような公式）」と命名されたが、幅広いタイヤの製造および動作条件に当て嵌まる。個々のタイヤは、接地面で生成しうるそれぞれの重要な力（典型的には横力、縦力、セルフアライニングトルクなど）についての10から20の係数によって特徴付けられる。これらの係数は、タイヤにかかる所与の垂直荷重、キャンバ角、およびスリップ角に対してどのくらいの力が生成されるかを示す方程式を生成するために使われる。
パセイカのタイヤモデルは、かなり正確で、プログラミングが容易であり、素早く解けるため、専門的な車両運動力学シミュレーションやレーシングカーゲームにおいて幅広く使われている。パセイカのモデルの問題は、計算機コードへと実装した時に、低速（ピット進入速度付近）ではうまくいかないことである（分母の速度項によって式が発散するため）。パセイカのタイヤモデルに対する代替法としてブラシタイヤモデルがある。これらのモデルは、解析的に導出できるが、よい相関のためにはまだ経験的な曲線当て嵌めを行う必要があり、またマジックフォーミュラモデウよりも正確性が低い傾向がある。
高い周波数を持つマジック曲線に基いたモデルを解くことも問題となりうる。すべり速度（車の速度と接地点におけるタイヤの速度との間の差）は非常に素早く変化し、モデルは硬い方程式（固有値が大きく異なっている系）となり、この方程式は特別な解法を必要とする可能性がある。
パセイカによって与えられたマジックフォーミュラの一般形式は以下の通りである。
{\displaystyle y=D\cdot \sin \left\{C\cdot \arctan \left[Bx-E\cdot (Bx-\arctan \left(Bx)\right)\right]\right\}}
上式において、B、C、D、およびEは当て嵌め定数、yはすべりパラメータxから得られる力またはモーメントである。

## 専門的活動
パセイカは1972年にVehicle System Dynamics–International Journal of Vehicle Mechanics and Mobilityを共同創刊し、1989年まで編集長を務めた。雑誌の創刊時、パセイカはデルフト大学の准教授であった。1966年の学位論文は「wheel shimmy problem」に取り組んだ。パセイカは約90報の学術論文を発表し、15人の博士課程学生、170人の修士課程学生を指導した。

## 著作目録
- Pacejka, H. B., The wheel shimmy phenomenom: A theoretical and experimental investigation with particular reference to the nonlinear problem (Analysis of shimmy in pneumatic tires due to lateral flexibility for stationary and nonstationary conditions), Ph.D. Thesis, Delft University of Technology, Delft, 1966.
- Bakker, E. ; Nyborg, L. ; Hans B. Pacejka Tyre modelling for use in vehicle dynamics studies 1987 Jan. Society of Automotive Engineers, Warrendale, PA.
- Zegelaar, P.W.A.; Pacejka, H.B. (January 1996). “The In-Plane Dynamics of Tyres on Uneven Roads” (英語). Vehicle System Dynamics 25 (sup1):  714–730. doi:10.1080/00423119608969231. ISSN 0042-3114.
- Pacejka, H. B. Tire and Vehicle Dynamics, Butterworth-Heinemann, Oxford, 2002.